# Neue Subjektivität
Neue Subjektivität ist ein von Jörg Drews geprägter und von Marcel Reich-Ranicki populär gemachter Begriff für eine neue Richtung der deutschen Literatur in den 1970er Jahren, die Themen wie persönliche Träume und Probleme des Privatlebens in den Mittelpunkt stellte. Sie bildete sich als Gegenbewegung zu einer politisch engagierten Literatur mit ihren systemkritischen und gesellschaftstheoretischen Implikationen, wie sie im Umfeld der 68er-Bewegung entstanden war; auch im Gegensatz zu literarischen Experimenten, die an die Literatur der klassischen Moderne anknüpfen wollten. Ziel war ein auf Innerlichkeit, Introspektion und Selbsterfahrung ausgerichteter Schreibprozess.

## Beschreibung
Mit ihrem Schreibstil setzten die Autoren auf einen subjektiven, privaten Ton und schrieben oft gefühlsbetonte, nicht selten auch autobiografische Texte, die teils bekenntnishaft, teils tagebuchartig sind. Hinzu trat eine Gesellschaftskritik, die häufig Themen der eben entstehenden Umweltbewegung aufgriff, den Nationalsozialismus oder die Unterdrückung der Frau thematisierte. Der Ton der Texte ist meist resignativ; oft werden unausweichliche Schicksale, unlösbare familiäre Verstrickungen oder auch unheilbare Krankheiten behandelt.
Viele Werke der „Neuen Subjektivität“ fallen durch eine starke Anlehnung an die Alltagssprache auf. In manchen Fällen führt dies dazu, dass Gedichte der „Neuen Subjektivität“ vor allem durch ungewöhnlich platzierte Zeilenumbrüche von Prosatexten zu unterscheiden sind.
Als programmatisch für die um Authentizität bemühte „Neue Subjektivität“, die sich hauptsächlich in autobiographischen und lyrischen Texten artikulierte, können die 1973 erschienenen Werke „Lenz“ von Peter Schneider und „Klassenliebe“ von Karin Struck gelten. Ein Vorläufer der „Neuen Subjektivität“ war Peter Weiss („Abschied von den Eltern“, 1961).

## Verbreitung
Werke, die sich der neu entstandenen Literaturrichtung zuordnen lassen, finden sich im gesamten deutschsprachigen Raum. Auch in der DDR-Literatur führte das Ende der Hoffnung auf Reformen verstärkt zum Rückzug ins Private und entsprechend innerlichen literarischen Entwürfen. Einflussreich waren für die DDR Christa Wolf und Monika Maron (deren Werke aber gerade auch im Westen starken Anklang fanden), in der BRD Peter Schneider, Christoph Meckel, Botho Strauß und auch Martin Walser. In Österreich fanden sich entsprechende Tendenzen in Werken von Peter Handke, in der Schweiz bei Fritz Zorn.

## Ausgewählte Autoren und Werke
- Nicolas Born: Die erdabgewandte Seite der Geschichte (1976), Die Fälschung (1979)
- Rolf Dieter Brinkmann: Keiner weiß mehr (1968)
- Erich Fried
- Wilhelm Genazino: Fremde Kämpfe (1984)
- Günter Grass
- Ulla Hahn: Das verborgene Wort (2001)
- Peter Handke: Die Stunde der wahren Empfindung (1975), Die linkshändige Frau (1976)
- Peter Härtling: Hubert oder Die Rückkehr nach Casablanca (1978), Nachgetragene Liebe (1980)
- Urs Jaeggi
- Norbert C. Kaser
- Sarah Kirsch
- Reiner Kunze
- Monika Maron: Flugasche (1981)
- Friederike Mayröcker
- Christoph Meckel: Suchbild – Über meinen Vater (1980)
- Ulrich Plenzdorf
- Luise F. Pusch: Sonja (1980)
- Roman Ritter
- Jochen Schimmang
- Peter Schneider: Lenz (1973)
- Brigitte Schwaiger
- Botho Strauß: Die Widmung (1977)
- Verena Stefan: Häutungen (1975)
- Karin Struck: Klassenliebe (1973), Die Mutter (1975), Lieben (1977)
- Jürgen Theobaldy
- Bernward Vesper
- Martin Walser: Ein fliehendes Pferd (1978), Seelenarbeit (1979)
- Peter Weiss
- Gabriele Wohmann: Paulinchen war allein zu Haus (1974), Schönes Gehege (1975), Frühherbst in Badenweiler (1978)
- Christa Wolf: Nachdenken über Christa T. (1968), Kindheitsmuster (1976)
- Wolf Wondratschek